# Parafia Narodzenia Najświętszej Maryi Panny w Łęgu
Parafia Narodzenia Najświętszej Maryi Panny w Łęgu – parafia rzymskokatolicka w Łęgu należąca do dekanatu czerskiego diecezji pelplińskiej.

## Historia
Parafia założona została w II połowie XIV wieku. Od XVI wieku do 1859 była filią parafii w Czersku. Wikariuszem parafii w Łęgu był m.in. Jan Bernard Szlaga (późniejszy biskup).
Funkcję proboszcza pełni od 2023 roku ks. Lesław Idzik.

## Zasięg parafii
Do parafii należą wierni wyznania rzymskokatolickiego będący mieszkańcami następujących miejscowości: Będźmierowice, Gotelp, Kęsza, Łąg-Kolonia, Klonowice, Jastrzębie, Lipki Dolne, Lipki Górne, Nowe Prusy, Stare Prusy, Przyjaźnia, Wądoły, Szałamaje, Szyszkowiec, Zawada, Złe Mięso i Zimne Zdroje.